# Mr. Collipark
Mr. Collipark, a właściwie Michael Crooms (ur. 13 października 1957 w Orlando, Floryda) – amerykański producent hip-hopowy. Właściciel wytwórni muzycznej Collipark Music.
W 2007 roku Crooms zdobył nagrodę BMI Awards w kategorii „Songwriter of the Year“ (pol. Autor tekstów roku). Ponadto został nominowany do nagrody Grammy za współpracę z Soulja Boy Tell 'Em w roku 2008

## Dyskografia
- Can I Have the Club Back Please (mixtape, 2011)[3]